# Cantó de Nerac
El cantó de Nérac és un cantó francès del departament d'Òlt i Garona, a la regió de la Nova Aquitània. Està inclòs al districte de Nerac, té 8 municipis i el cap cantonal és Nerac.

## Municipis
- Andiran
- Calinhac
- Espiens
- Hrèisho
- Montcaut
- Montanhac sus Auvinhon
- Nerac
- Saumont

## Història
| Data d'elecció                           | Identitat         | Partit | Qualitat |
| ---------------------------------------- | ----------------- | ------ | -------- |
| 1976-1982                                | André Garbay      | PCF    |          |
| 1982-2001                                | Jean-Louis Brunet | UDF    |          |
| 2001-2008                                | Gabriel Chazallon | UDF    |          |
| 2008-                                    | Nicolas Lacombe   | PS     |          |
| les dades anteriors no són pas conegudes |                   |        |          |
|                                          |                   |        |          |

## Demografia
| 1962  | 1968  | 1975  | 1982  | 1990  | 1999  | 2006  |
| ----- | ----- | ----- | ----- | ----- | ----- | ----- |
| 8.572 | 9.458 | 9.303 | 9.015 | 9.233 | 9.024 | 9.349 |